# Tram van Bratislava
De tram van Bratislava is een belangrijk onderdeel in het openbaar vervoer van de Slowaakse hoofdstad Bratislava. Het metersporige net met een lengte van 41,5 kilometer wordt door de Dopravný podnik Bratislava (DPB) geëxploiteerd. Vanaf het begin in 1895 reden de trams elektrisch. In 2014 kwam de eerste lagevloertram in dienst.

## Netwerk
Het totale netwerk bestaat (in 2021) uit vijf tramlijnen: de vier reguliere lijnen 1, 3, 4 en 9 plus de spitslijn 7.
De geplande metro van Bratislava is er nooit gekomen ondanks dat er al een deel van de infrastructuur in ruwbouw gereed was. Over een deel van het geplande tracé van metrolijn B werd tramlijn 3 op 8 juli 2016 doorgetrokken naar Petržalka waarmee de tram ook op de andere oever van de Donau verscheen. In een volgende fase volgt verdere doortrekking.

## Materieel

### Huidig
- T3 Tussen 1993 en 2014 werden door verschillende bedrijven de klassieke Tatra T3 gemoderniseerd. In totaal 40 vierassige trams zijn nog beschikbaar.
- K2S Tot 2009 werden de gelede Tatra K2 gemoderniseerd, sindsdien zijn ze omgedoopt tot K2S. In totaal 36 zesassige trams zijn nog beschikbaar.
- T6 Vanaf 1991 is door Tatra de korte Tatra T6 geleverd. In totaal 58 vierassige trams zijn nog beschikbaar.
- Forcity Plus Van 2014 toe en met 2016 werden door Škoda 60 achtassige gelede lagevloertrams geleverd. De helft bestaat uit eenrichtingstrams, de ander helft uit tweerichtings trams.